# Evil (canción de Ladytron)
«Evil» es el octavo sencillo de la banda Ladytron. Fue lanzado en 2003 y alcanzó la posición #44 en UK Singles Chart. Este fue el último sencillo lanzado del álbum Light & Magic.

## Canciones del Sencillo
1. "Evil (Radio Edit)"
2. "Oops (Oh My)"
3. "Evil (Tony Senghore´s Automatic Vocal Remix)"

## Video musical
Dos videos musicales fueron lanzados para "Evil". Uno fue lanzado en el Reino Unido, y otro en los Estados Unidos. Los dos cuentan con el remix de la canción por Ewan Pearson, a diferencia de la versión
del álbum. El remix se puede encontrar en el Ladytron iTunes, exclusivo de "Remixed & Rare", una compilación de "Light & Magic".
La versión del Reino Unido muestra a un anciano examinando un tapiz medieval sobre una mujer rodeada por demonios (la mujer se presume que es una bruja). Él se sorprende al descubrir las imágenes de un manuscrito venido a la vida.
Luego muestra a la mujer siendo secuestrada por extraterrestres, luego celebrando con ellos. Más tarde, ella está condenada a muerte por una reina en su trono por asociar a los demonios, como el pueblo del tiempo comprendiendo la experiencia.
A medida que el hombre mira la parte final del manuscrito, la mujer esta atada a una silla y bajó a un océano por un sacerdote llevando una cruz. Los miembros del grupo están presentes solo como demonios y ninfas viendo los testimonios de los acontecimientos.
La versión de Estados Unidos, no tiene ningún argumento, y se compone de los miembros de Ladytron tocando la canción en un fondo blanco.